# Chrysso mariae
Chrysso mariae là một loài nhện trong họ Theridiidae.
Loài này thuộc chi Chrysso. Chrysso mariae được Herbert Walter Levi miêu tả năm 1957.